# Đường sắt Viêng Chăn – Boten
Đường sắt Viêng Chăn – Boten là một tuyến đường sắt tại Lào, với khổ đường tiêu chuẩn 1.435 mm (4 ft 8 1⁄2 in) dài 414 kilômét (257 mi) từ thủ đô Viêng Chăn tới Boten, một thị trấn biên giới giáp Trung Quốc, và được kết nối với hệ thống đường ray Trung Quốc bởi Đường sắt Ngọc Khê – Ma Hàm. Tuyến đường sắt được xây dựng và sử dụng theo công nghệ của Tập đoàn Đường sắt Trung Quốc.

## Bối cảnh
Lào là quốc gia không giáp biển duy nhất ở Đông Nam Á, cản trở việc buôn bán các mặt hàng. Liên kết đường sắt qua Lào sẽ giảm đáng kể thời gian vận chuyển hàng hóa và chi phí vận chuyển giữa Lào và Trung Quốc. Đường sắt cũng sẽ có một mối liên kết trong mạng lưới đường sắt Côn Minh - Singapore, cũng như một chương trình bên trong Sáng kiến Vành đai và Con đường.

## Lịch sử
Các cuộc đàm phán đầu tiên về tuyến đường sắt nối Lào và Trung Quốc là vào năm 2001, các chính trị gia Lào và Trung Quốc đều đã xác nhận các kế hoạch trong năm 2009. Sau vụ bê bối tham nhũng của bộ trưởng đường sắt Trung Quốc Lưu Chí Quân, bắt đầu xây dựng bị trì hoãn cho đến đầu năm 2016. Đường sắt được xây dựng theo tiêu chuẩn GB hạng 1 của Trung Quốc (phù hợp với hành khách 160 km/h và các tàu vận chuyển hàng hóa 120 km/h), công trình xây dựng bắt đầu tại Luang Prabang vào 
ngày 25 tháng 12 năm 2016.

## Hỗ trợ tài chính
Chi phí của dự án được ước tính là 5,95 tỷ đô la Mỹ, được tài trợ trực tiếp 12% bởi Lào, 28% bởi Trung Quốc, với 60% còn lại được tài trợ bởi các khoản vay. Một khi hoàn hoàn thành xong, dự kiến tuyến đường sắt sẽ giảm chi phí vận tải hàng hóa xuống một nửa.

## Cơ sở hạ tầng
47% đường sắt sẽ nằm trong đường hầm và 15% sẽ vượt qua các cầu cạn, trải trên 75 đường hầm và 167 cây cầu. Tính đến cuối năm 2017, giai đoạn xây dựng đã hoàn thành 20%. Nhà ga cuối cùng có lẽ là Ga Thanaleng, chứ không phải ga Viêng Chăn (đang xây dựng).